# Noranta-vuit
El noranta-vuit és un nombre natural que segueix el noranta-set i precedeix el noranta-nou. S'escriu 98 o XCVIII segons el sistema de numeració emprat.

## En altres dominis
- És el nombre atòmic del californi.
- Designa l'any 98 i el 98 aC
- És el codi telefònic internacional de l'Iran.